# علي بن عبد الله المعلا
علي بن عبد الله المعلا كان حاكم أم القيوين من 1853 إلى 1873، كان حاكم إحدى إمارات الساحل المتصالح والتي تشكل اليوم الإمارات العربية المتحدة.
تاريخ بدء حكمه غير مؤكد، لكن من المقبول عمومًا أنه بدأ من العام الذي وقع فيه والده عبدالله على الهدنة البحرية الدائمة في عام 1853. صدق علي على "مزيد من الالتزام لقمع تجارة الرقيق" عام 1856، وكذلك في عام 1864، على معاهدة تضمن حماية البريطاني خط ومحطات التلغراف.
ترأس علي بن عبد الله فترة سلمية إلى حد كبير في تاريخ أم القيوين المضطرب في كثير من الأحيان، حتى أنه قاوم توبيخات ثويني بن سعيد بن سلطان، الذي أراد التحالف مع أبوظبي وأم القيوين ضد سلطان بن صقر من حاكم إمارة الشارقة (الذي نال توبيخًا من البريطانيين بسبب مؤامراته ضد الثويني). استمرت هذه السياسة حتى عندما قدم زعماء الساحل المتصالح الآخرون دعمهم للثويني، شملت معركة ضنك في أكتوبر 1870 أبو ظبي ودبي وعجمان ورأس الخيمة بالإضافة إلى بني كتب ونعيم، مع السلطان، ولكن ليس أم القيوين.

## الوفاة
بعد أن عاش حياة سلمية، توفي موتًا هادئًا عام 1873 وخلفه أخوه الأصغر أحمد بن عبدالله المعلا.